# Roy Clements
Pour les articles homonymes, voir Clements.
Roy Clements (né le 12 janvier 1877 à Sterling, Illinois et mort le 15 juillet 1948 à Los Angeles, en Californie) est un réalisateur et scénariste américain.
Il a également été trois fois acteur, dont deux fois pour des courts métrages muets en 1914 et 1915, a tourné dans The Devil Horse de Fred Jackman, a produit un court-métrage en 1916, et un long métrage en 1927, deux films qu'il avait réalisés.

## Filmographie

### Comme réalisateur
- 1914 : Snakeville's Fire Brigade (it)
- 1914 : Sophie's Birthday Party (it)
- 1914 : A Hot Time in Snakeville (it)
- 1914 : The Coming of Sophie's 'Mama' (it)
- 1914 : Snakeville's New Sheriff (it)
- 1914 : High Life Hits Slippery Slim (it)
- 1914 : Slippery Slim and the Stork (it)
- 1914 : Pie for Sophie (it)
- 1914 : A Snakeville Epidemic (it)
- 1914 : Slippery Slim's Stratagem (it)
- 1914 : Sophie Starts Something (it)
- 1914 : Sophie Pulls a Good One (it)
- 1914 : The Snakeville Volunteer (it)
- 1914 : The Wooing of Sophie (it)
- 1914 : Sophie Finds a Hero
- 1914 : Sophie Gets Stung
- 1914 : Slippery Slim -- Diplomat
- 1914 : Snakeville's New Waitress
- 1914 : Slippery Slim's Inheritance
- 1914 : Snakeville's Home Guard
- 1914 : Slippery Slim's Dilemma
- 1914 : Slippery Slim and His Tombstone
- 1914 : Slippery Slim and the Claim Agent
- 1914 : Slippery Slim and the Fortune Teller
- 1914 : When Macbeth Came to Snakeville
- 1914 : Snakeville's Most Popular Lady
- 1914 : Sophie's Legacy
- 1914 : Slippery Slim and the Green-Eyed Monster
- 1914 : Slippery Slim Gets Cured
- 1914 : When Slippery Slim Met the Champion
- 1914 : Snakeville's Peacemaker
- 1914 : Slippery Slim, the Mortgage and Sophie
- 1914 : Snakeville and the Corset Demonstrator
- 1914 : Slippery Slim and the Impersonator
- 1914 : Sophie and the Man of Her Choice
- 1914 : A Horse on Sophie
- 1914 : Snakeville's Reform Wave
- 1914 : Scars of Possession
- 1914 : Sophie's Fatal Wedding
- 1914 : Sophie's Sweetheart
- 1914 : Snakeville's Blind Pig
- 1914 : Slippery Slim Gets Square
- 1914 : Snakeville's Rising Sons
- 1915 : Snakeville's Debutantes
- 1915 : The Battle of Snakeville
- 1915 : When Slippery Slim Went for the Eggs
- 1915 : Sentimental Sophie
- 1915 : When Slippery Slim Bought the Cheese
- 1915 : Sophie's Homecoming
- 1915 : Slim the Brave and Sophie the Fair
- 1915 : Snakeville's Beauty Parlor
- 1915 : Sophie Changes Her Mind
- 1915 : Slippery Slim's Wedding Day
- 1915 : Mustang Pete's Pressing Engagement
- 1915 : Sophie's Fighting Spirit
- 1915 : How Slippery Slim Saw the Show
- 1915 : Sophie and the Fakir
- 1915 : Others Started It, But Sophie Finished
- 1915 : Snakeville's Twins
- 1915 : Versus Sledge Hammers
- 1915 : Snakeville's Hen Medic
- 1915 : Snakeville's Weak Women
- 1915 : When Snakeville Struck Oil
- 1915 : By Return Male
- 1915 : When Beauty Butts In
- 1915 : The Night That Sophie Graduated
- 1915 : Snakeville's Eugenic Marriage
- 1915 : When Willie Went Wild
- 1915 : It Happened in Snakeville
- 1915 : Safety First and Last
- 1915 : Jack Spratt and the Scales of Love
- 1915 : Slim Fat or Medium
- 1916 : Some Heroes
- 1916 : Ain't He Grand?
- 1916 : The Gasoline Habit
- 1916 : The Town That Tried to Come Back
- 1916 : Love Laughs at Dyspepsia
- 1916 : When Slim Was Home Cured
- 1916 : Perfect Match, or: 1 Plus 1 Equals 2
- 1916 : When Slim Picked a Peach
- 1916 : The Belle and the Bell Hop
- 1916 : Some Medicine Man (it)
- 1916 : A Lucky Leap (it)
- 1916 : He Became a Regular Fellow
- 1916 : Room Rent and Romance
- 1916 : A Safe Proposition
- 1916 : Some Bravery
- 1916 : The Fascinating Model
- 1916 : His Golden Hour
- 1916 : A Waiting Game
- 1917 : Fat and Foolish
- 1917 : Jilted in Jail
- 1917 : The War Bridegroom
- 1917 : Minding the Baby (film 1917 Clements) (it)
- 1917 : Married by Accident
- 1917 : The Love Slacker
- 1917 : Move Over
- 1917 : The Nightcap (it)
- 1917 : Welcome Home (it)
- 1917 : Your Boy and Mine
- 1917 : Taking Their Medicine
- 1917 : Hot Applications
- 1917 : Wild and Woolly Women
- 1917 : The Other Stocking
- 1918 : There Goes the Bride
- 1918 : The Slow Express
- 1918 : The Reckoning Day
- 1918 : Crown Jewels
- 1919 : When a Woman Strikes
- 1919 : Stateroom Secrets
- 1919 : Bill's Hat
- 1919 : Bill's Finish
- 1919 : Bill's Atonement
- 1919 : Bill's Anniversary
- 1920 : King Spruce
- 1920 : The Tiger's Coat (it)
- 1921 : A Motion to Adjourn (it)
- 1921 : The Double O (en)
- 1921 : Sparks of Flint
- 1922 : Two-Fisted Jefferson (it)
- 1922 : Desert's Crucible (it)
- 1922 : The Desert Bridegroom (it)
- 1922 : The Marshal of Moneymint (it)
- 1923 : Her Dangerous Path
- 1923 : Uncensored Movies
- 1924 : Political Pull
- 1924 : Big Moments from Little Pictures
- 1924 : Meet the Missus
- 1925 : The Wages of Tin
- 1927 : Tongues of Scandal (it)
- 1927 : Wanted: A Coward

### Comme scénariste
- 1916 : Some Heroes
- 1921 : A Motion to Adjourn
- 1921 : The Double O (en)
- 1922 : Two-Fisted Jefferson
- 1922 : Desert's Crucible
- 1922 : The Marshal of Moneymint
- 1925 : Nine and Three-Fifths Seconds de Lloyd B. Carleton
- 1942 : Professor Creeps de William Beaudine

### Comme acteur
- 1914 : The Tell-Tale Hand de Gilbert M. Anderson : The Prosecuting Attorney
- 1915 : How Slippery Slim Saw the Show réalisé par lui-même
- 1926 : The Devil Horse de Fred Jackman : Major Morrow

### Comme producteur
- 1916 : Ain't He Grand?, réalisé par lui-même
- 1927 : Wanted: A Coward, réalisé par lui-même